# Австрийский пролив
Австри́йский пролив — пролив в архипелаге Земля Франца-Иосифа, Архангельская область, Россия. Разделяет острова Галля,Хейса и Винер-Нейштадт с запада и Землю Вильчека и Комсомольские с востока. Соединяет пролив Березкина с Баренцевым морем.
Входные мысы в южном створе пролива: Франкфурт (с запада) и Ганза (с востока); в северном створе: Тироль (с запада) и Геллера (с востока). Австрийский пролив разделяет восточную и центральную части архипелага Земля Франца-Иосифа.
Открыт и назван в 1874 году австро-венгерской полярной экспедицией. Руководитель экспедиции Юлиус Пайер принял Землю Франца-Иосифа за два острова, разделенных этим проливом.